# Terzo Bandini

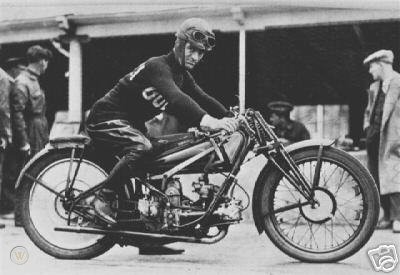
Terzo Bandini in 1925 met een Moto Guzzi C4V.

Terzo Bandini (Forlì, 1898 - Ravenna, 1974) was een Italiaans motorcoureur.
Bandini reed onder meer voor Moto Guzzi. Hij werd driemaal Italiaans kampioen in de 500cc-klasse (1930-1932). In 1931 won hij de Grand Prix-wegrace van Zwitserland in de klasse 250cc. Verder won Bandini onder meer in 1935 de langeafstandsrace Milaan-Napels; die prestatie zou hij daarna meermaals herhalen. Als dank voor zijn prestaties kreeg Bandini een Moto Guzzi GT 2VT kado van de fabriek. 